# Nelson Piquet Jr.

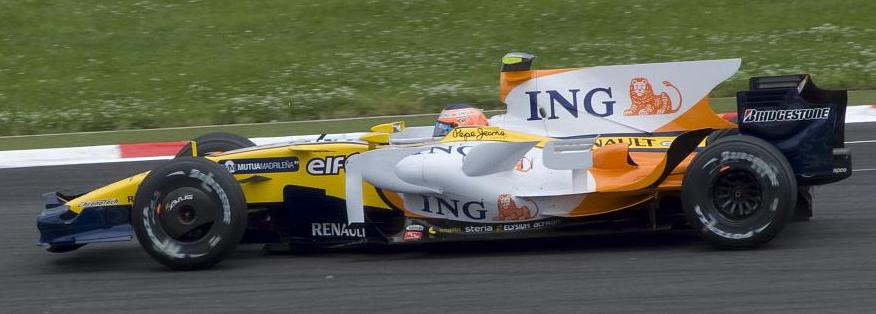
Piquet podczas Grand Prix Francji 2008

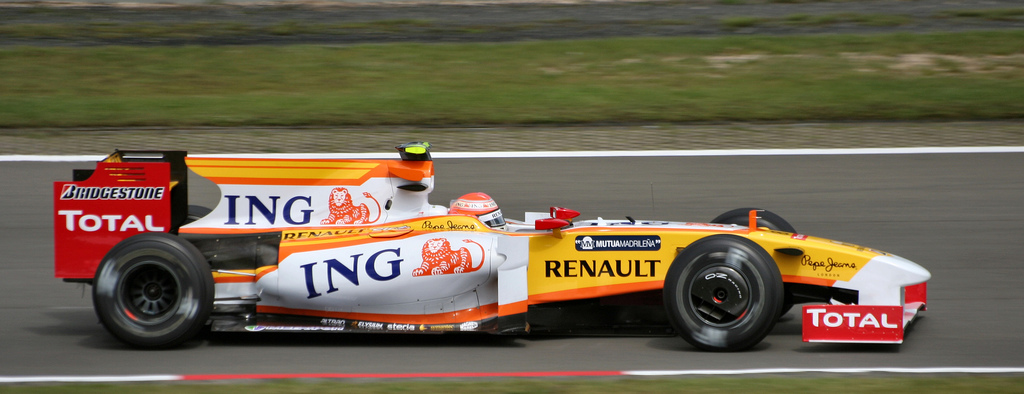
Nelson Piquet Jr podczas Grand Prix Niemiec 2009

Nelson Piquet Jr., Nelsinho Piquet , właśc. Nelson Ângelo Tamsma Piquet Souto Maior (ur. 25 lipca 1985 w Heidelbergu) – brazylijski kierowca wyścigowy.

## Życie prywatne
Jest jednym z sześciorga dzieci Nelsona Piqueta, 3-krotnego mistrza świata Formuły 1. Na świat przyszedł w Niemczech w miejscowości Heidelberg, gdzie rozgrywało się Grand Prix Niemiec. Żona Nelsona Piqueta będąca w zaawansowanej ciąży chciała towarzyszyć mężowi w zawodach. Nelson Piquet jr. ma jednak brazylijskie obywatelstwo i startował pod brazylijską flagą.
Rodzice Nelsona Piqueta rozwiedli się zaraz po jego narodzinach. Do 8. roku życia Nelson mieszkał wraz ze swoją matką, Holenderką Sylvią Tamsma, w Monako. W porozumieniu obojga rodziców przeprowadził się do ojca – do Brazylii, gdzie dorastał. Ma dwie siostry – Kelly i Julie oraz czterech przyrodnich braci: Geraldo, Laszlo, Pedro i Marco. Aktualnie mieszka w Oksfordzie (Anglia).

## Życiorys

### Początki kariery
Kariera Nelsona rozpoczęła się w 1993 roku startami w brazylijskim kartingu. W 2001 roku startował w Formula Three Sudamericana. W 2003 roku przeprowadził się do Wielkiej Brytanii, by ściagać się tam w British Formula 3 Championship. W swoim pierwszym sezonie w brytyjskiej formule zdobył wspólnie z zespołem Piquet Sports (założonym przez jego ojca) trzecie miejsce (z 6 zwycięstwami i 8 pole position na koncie). Kolejny rok w British Formula 3 Championship okazał się dla zespołu Nelsona zwycięski. Stał on się w ten sposób najmłodszym kierowcą (19 lat i 2 miesiące) któremu kiedykolwiek udało się wygrać tego typu mistrzostwo.
W 2005 Nelson wziął udział w A1 Grand Prix, gdzie również osiągnął najwyższe miejsce.

### GP2
W sezonie 2006 Serii GP2, występując w barwach zespołu Hitech Piquet Sports, został wicemistrzem po zaciętej walce z Lewisem Hamiltonem.

### Formuła 1

#### 2007–2009: Renault
W sezonie 2007 został kierowcą testowym zespołu Renault. W grudniu ogłoszono, że zostanie partnerem powracającego do zespołu Fernando Alonso począwszy od sezonu 2008. Początek sezonu w wykonaniu Nelsona był fatalny. Po swoich rażących błędach tracił bardzo cenne sekundy. Rzadko przechodził do drugiej części sesji kwalifikacyjnej, a w wyścigu nie nawiązywał walki z czołówką. Dopiero w połowie sezonu Piquet Jr poprawił swe wyniki, co zaowocowało dwoma punktami podczas GP Francji. W GP Niemiec Nelson zajął drugie miejsce, wyprzedził go jedynie Lewis Hamilton, który wygrał wyścig. To pierwsze tak wysokie miejsce młodego Piqueta w wyścigach F1. W kolejnych wyścigach radził sobie coraz lepiej kończąc je regularniej na punktowanych pozycjach. Ostatecznie zajął 12 miejsce w klasyfikacji generalnej z dorobkiem 19 punktów wyraźnie jednak odstępując od swojego partnera Fernando Alonso. Po wielu spekulacjach Piquet w sezonie 2009 ponownie reprezentował barwy francuskiego zespołu. 3 sierpnia 2009 kierowca ogłosił, iż zakończył współpracę z zespołem Renault.

### Po Formule 1
Po rozwiązaniu kontraktu z zespołem Renault, Piquet poświęcił się głównie startom za oceanem. Od 2010 roku pojawiał się w stawce serii NASCAR. Zaliczył take gościnne starty w Copa Chevrolet Montana, ARCA Series, Continental Tire Sports Car Challenge, Grand American Rolex Series, Indy Lights oraz Stock Car Brasil, jednak jedynie w NASCAR odnosił zwycięstwa. W latach 2013-2014 Brazylijczyk zaliczył starty w mistrzostwach Global RallyCross Championship, jednak bez sukcesów.
W sezonie 2014/2015 Piquet podpisał kontrakt z ekipą China Racing na starty w nowo powstałej Formule E, gdzie po zaciętej walce z Sébastienem Buemi i Lucasem Di Grassim zdobył mistrzowski tytuł.

## Wyniki

### Formuła 1
| Legenda oznaczeń w tabelach wyników Wyświetl szablon na nowej stronie | Legenda oznaczeń w tabelach wyników Wyświetl szablon na nowej stronie                                                                     |
| Oznaczenie                                                            | Wyjaśnienie |
| --------------------------------------------------------------------- | --- |
| Złoty                                                                 | Zwycięzca lub mistrzostwo |
| Srebrny                                                               | 2. miejsce lub wicemistrzostwo |
| Brązowy                                                               | 3. miejsce lub II wicemistrzostwo |
| Zielony                                                               | Ukończył, punktował (w klasyfikacji generalnej, gdy zdobył co najmniej jeden punkt na przestrzeni sezonu, poza trzema powyższymi opcjami) |
| Niebieski                                                             | Ukończył, nie punktował (w klasyfikacji generalnej, gdy nie zdobył co najmniej jednego punktu na przestrzeni sezonu)                      |
| Czerwony                                                              | Nie zakwalifikował się (NZ) |
| Czerwony                                                              | Nie prekwalifikował się (NPK) |
| Różowy                                                                | Nie ukończył (NU) |
| Różowy                                                                | Niesklasyfikowany (NS) (w klasyfikacji generalnej, gdy nie został sklasyfikowany w żadnym wyścigu sezonu)                                 |
| Czarny                                                                | Zdyskwalifikowany (DK) |
| Czarny                                                                | Wykluczony (WYK/EX) |
| Biały                                                                 | Nie wystartował (NW) |
| Biały                                                                 | Kontuzjowany (K/INJ) |
| Biały                                                                 | Wyścig odwołany (OD/C) |
| Bez koloru                                                            | Został wycofany (WYC/WD) |
| Bez koloru                                                            | Nie przybył (NP/DNA) |
| Bez koloru                                                            | Nie brał udziału w treningach (NT/DNP) |
| Bez koloru                                                            | Nie został zgłoszony (–) |
| Pogrubienie                                                           | Start z pole position |
| Kursywa                                                               | Najszybsze okrążenie wyścigu |
| †                                                                     | Nie ukończył, ale jego rezultat został zaliczony ze względu na przejechanie więcej niż 90% dystansu wyścigu.                              |
| *                                                                     | Sezon w trakcie |
| 1/2/3                                                                 | Punktowana pozycja w sprincie kwalifikacyjnym                                                                                             |
| Lista systemów punktacji Formuły 1                                    | |

| Sezon | Zespół              | Samochód             | Pozycje startowe / w wyścigach | Pozycje startowe / w wyścigach | Pozycje startowe / w wyścigach | Pozycje startowe / w wyścigach | Pozycje startowe / w wyścigach | Pozycje startowe / w wyścigach | Pozycje startowe / w wyścigach | Pozycje startowe / w wyścigach | Pozycje startowe / w wyścigach | Pozycje startowe / w wyścigach | Pozycje startowe / w wyścigach | Pozycje startowe / w wyścigach | Pozycje startowe / w wyścigach | Pozycje startowe / w wyścigach | Pozycje startowe / w wyścigach | Pozycje startowe / w wyścigach | Pozycje startowe / w wyścigach | Pozycje startowe / w wyścigach | Pozycje startowe / w wyścigach | Pozycje startowe / w wyścigach | Pozycje startowe / w wyścigach |
| Sezon | Zespół              | Silnik               | 1                              | 2                              | 3                              | 4                              | 5                              | 6                              | 7                              | 8                              | 9                              | 10                             | 11                             | 12                             | 13                             | 14                             | 15                             | 16                             | 17                             | 18                             | 19                             | 20                             | 21                             |
| 2008  |                     |                      | Australia                      | Malezja                        | Bahrajn                        | Hiszpania                      | Turcja                         | Monako                         | Kanada                         | Francja                        | Wielka Brytania                | Niemcy                         | Węgry                          | Unia Europejska                | Belgia                         | Włochy                         | Singapur                       | Japonia                        |                                | Brazylia                       |                                |                                |                                |
| ----- | ------------------- | -------------------- | ------------------------------ | ------------------------------ | ------------------------------ | ------------------------------ | ------------------------------ | ------------------------------ | ------------------------------ | ------------------------------ | ------------------------------ | ------------------------------ | ------------------------------ | ------------------------------ | ------------------------------ | ------------------------------ | ------------------------------ | ------------------------------ | ------------------------------ | ------------------------------ | ------------------------------ | ------------------------------ | ------------------------------ |
| 2008  | ING Renault F1 Team | Renault R28          | 21                             | 13                             | 14                             | 10                             | 17                             | 17                             | 15                             | 11                             | 7                              | 17                             | 10                             | 15                             | 12                             | 17                             | 10                             | 12                             | 11                             | 11                             |                                |                                |                                |
| 2008  | ING Renault F1 Team | Renault RS27 2,4l V8 | NU                             | 11                             | NU                             | NU                             | 15                             | NU                             | NU                             | 7                              | NU                             | 2                              | 6                              | 11                             | NU                             | 10                             | NU                             | 4                              | 8                              | NU                             |                                |                                |                                |
| 2009  |                     |                      | Australia                      | Malezja                        |                                | Bahrajn                        | Hiszpania                      | Monako                         | Turcja                         | Wielka Brytania                | Niemcy                         | Węgry                          | Unia Europejska                | Belgia                         | Włochy                         | Singapur                       | Japonia                        | Brazylia                       |                                |                                |                                |                                |                                |
| 2009  | ING Renault F1 Team | Renault R29          | 17                             | 17                             | 17                             | 15                             | 12                             | 12                             | 17                             | 14                             | 10                             | 15                             | -                              | -                              | -                              | -                              | -                              | -                              | -                              |                                |                                |                                |                                |
| 2009  | ING Renault F1 Team | Renault RS27 2,4l V8 | NU                             | 13                             | 16                             | 10                             | 12                             | NU                             | 16                             | 12                             | 13                             | 12                             | -                              | -                              | -                              | -                              | -                              | -                              | -                              |                                |                                |                                |                                |

### GP2
| Legenda oznaczeń w tabelach wyników Wyświetl szablon na nowej stronie | Legenda oznaczeń w tabelach wyników Wyświetl szablon na nowej stronie                                                                     |
| Oznaczenie                                                            | Wyjaśnienie |
| --------------------------------------------------------------------- | --- |
| Złoty                                                                 | Zwycięzca lub mistrzostwo |
| Srebrny                                                               | 2. miejsce lub wicemistrzostwo |
| Brązowy                                                               | 3. miejsce lub II wicemistrzostwo |
| Zielony                                                               | Ukończył, punktował (w klasyfikacji generalnej, gdy zdobył co najmniej jeden punkt na przestrzeni sezonu, poza trzema powyższymi opcjami) |
| Niebieski                                                             | Ukończył, nie punktował (w klasyfikacji generalnej, gdy nie zdobył co najmniej jednego punktu na przestrzeni sezonu)                      |
| Czerwony                                                              | Nie zakwalifikował się (NZ) |
| Czerwony                                                              | Nie prekwalifikował się (NPK) |
| Różowy                                                                | Nie ukończył (NU) |
| Różowy                                                                | Niesklasyfikowany (NS) (w klasyfikacji generalnej, gdy nie został sklasyfikowany w żadnym wyścigu sezonu)                                 |
| Czarny                                                                | Zdyskwalifikowany (DK) |
| Czarny                                                                | Wykluczony (WYK/EX) |
| Biały                                                                 | Nie wystartował (NW) |
| Biały                                                                 | Kontuzjowany (K/INJ) |
| Biały                                                                 | Wyścig odwołany (OD/C) |
| Bez koloru                                                            | Został wycofany (WYC/WD) |
| Bez koloru                                                            | Nie przybył (NP/DNA) |
| Bez koloru                                                            | Nie brał udziału w treningach (NT/DNP) |
| Bez koloru                                                            | Nie został zgłoszony (–) |
| Pogrubienie                                                           | Start z pole position |
| Kursywa                                                               | Najszybsze okrążenie wyścigu |
| †                                                                     | Nie ukończył, ale jego rezultat został zaliczony ze względu na przejechanie więcej niż 90% dystansu wyścigu.                              |
| *                                                                     | Sezon w trakcie |
| 1/2/3                                                                 | Punktowana pozycja w sprincie kwalifikacyjnym                                                                                             |
| Lista systemów punktacji Formuły 1                                    | |

| Rok  | Zespół               | Wyniki w poszczególnych eliminacjach | Wyniki w poszczególnych eliminacjach | Wyniki w poszczególnych eliminacjach | Wyniki w poszczególnych eliminacjach | Wyniki w poszczególnych eliminacjach | Wyniki w poszczególnych eliminacjach | Wyniki w poszczególnych eliminacjach | Wyniki w poszczególnych eliminacjach | Wyniki w poszczególnych eliminacjach | Wyniki w poszczególnych eliminacjach | Wyniki w poszczególnych eliminacjach | Wyniki w poszczególnych eliminacjach | Wyniki w poszczególnych eliminacjach | Wyniki w poszczególnych eliminacjach | Wyniki w poszczególnych eliminacjach | Wyniki w poszczególnych eliminacjach | Wyniki w poszczególnych eliminacjach | Wyniki w poszczególnych eliminacjach | Wyniki w poszczególnych eliminacjach | Wyniki w poszczególnych eliminacjach | Wyniki w poszczególnych eliminacjach | Wyniki w poszczególnych eliminacjach | Wyniki w poszczególnych eliminacjach | Punkty | Pozycja |
| ---- | -------------------- | ------------------------------------ | ------------------------------------ | ------------------------------------ | ------------------------------------ | ------------------------------------ | ------------------------------------ | ------------------------------------ | ------------------------------------ | ------------------------------------ | ------------------------------------ | ------------------------------------ | ------------------------------------ | ------------------------------------ | ------------------------------------ | ------------------------------------ | ------------------------------------ | ------------------------------------ | ------------------------------------ | ------------------------------------ | ------------------------------------ | ------------------------------------ | ------------------------------------ | ------------------------------------ | ------ | ------- |
| 2005 | Hitech/Piquet Racing | SMR                                  | SMR                                  | ESP                                  | ESP                                  | MON                                  | NÜR                                  | NÜR                                  | FRA                                  | FRA                                  | GBR                                  | GBR                                  | HOC                                  | HOC                                  | HUN                                  | HUN                                  | TUR                                  | TUR                                  | ITA                                  | ITA                                  | BEL                                  | BEL                                  | BHR                                  | BHR                                  | 46     | 8       |
| 2005 | Hitech/Piquet Racing | 14                                   | 6                                    | 5                                    | 2                                    | 11†                                  | 5                                    | 3                                    | NU                                   | DK                                   | NU                                   | NU                                   | 3                                    | 8                                    | NU                                   | 10                                   | 4                                    | 6                                    | 3                                    | NU                                   | 1                                    | 14                                   | NU                                   | 15                                   | 46     | 8       |
| 2006 | Piquet Sports        | VAL                                  | VAL                                  | SMR                                  | SMR                                  | NÜR                                  | NÜR                                  | ESP                                  | ESP                                  | MON                                  | GBR                                  | GBR                                  | FRA                                  | FRA                                  | HOC                                  | HOC                                  | HUN                                  | HUN                                  | TUR                                  | TUR                                  | ITA                                  | ITA                                  |                                      |                                      | 102    | 2       |
| 2006 | Piquet Sports        | 1                                    | 4                                    | 5                                    | 2                                    | NU                                   | 19                                   | 4                                    | 2                                    | NU                                   | 4                                    | 5                                    | 4                                    | 2                                    | 13                                   | NW                                   | 1                                    | 1                                    | 1                                    | 5                                    | 2                                    | 6                                    |                                      |                                      | 102    | 2       |